# Forêts sempervirentes du Taiheiyo
Localisation
Les forêts sempervirentes du Taiheiyo forment une écorégion terrestre définie par le Fonds mondial pour la nature (WWF), qui appartient au biome des forêts de feuillus et forêts mixtes tempérées de l'écozone paléarctique. Elle recouvre le versant Pacifique (Taiheiyo) des îles japonaises de Honshū, Shikoku et Kyūshū. L'influence du courant de Kuroshio y crée un climat humide aux hivers doux. Les forêts de lauriers occupent la côte et les forêts de chênes prédominent à l'intérieur des terres. À plus haute altitude, les forêts sempervirentes cèdent la place aux forêts décidues d'altitude du Taiheiyo.
La végétation se compose d'un mélange d'espèces originaires d'Asie tropicale (genres Podocarpus, Pittosporum, Machilus, Neolitsea, Cinnamomum, Cycas ) et tempérée (Quercus, Castanopsis).
L'écorégion abrite les plus grandes villes de l'archipel, dont Tokyo, Yokohama, Osaka et Nagoya, et la plupart des forêts ont été converties pour l'agriculture, l'industrie ou l'habitation.